# Aculco
Aculco là một đô thị thuộc bang México, México. Năm 2005, dân số của đô thị này là 40492 người.